# Walter de la Mare
Walter John de la Mare (ur. 25 kwietnia 1873 w Charlton, zm. 22 czerwca 1956 w Twickenham) – angielski poeta i prozaik.
Był neoromantykiem. Jego liryka nasycona była baśniową fantastyką wyobrażeń dziecięcych. Był też autorem nastrojowych powieści i opowiadań. Polski przekład jego poezji w antologii Poeci języka angielskiego (tom 3, z 1974), a prozy w zbiorze pt. Quincunx i inne opowiadania z (1980).